# Förstakammarvalet i Sverige 1923
Förstakammarvalet i Sverige 1923 var ett val i Sverige till Sveriges riksdags första kammare. Valet hölls i den tredje valkretsgruppen i september månad 1923 för mandatperioden 1924-1931.
Två valkretsar utgjorde den tredje valkretsgruppen: Södermanlands läns och Västmanlands läns valkrets (9 mandat) och Blekinge läns och Kristianstads läns valkrets (10 mandat). Ledamöterna utsågs av valmän från det landsting som valkretsarna motsvarade. För de städer som inte ingick i landsting var valmännen särskilda elektorer. Tredje valkretsgruppen hade dock inga elektorer.
Val till den tredje valkretsgruppen hade senast ägt rum sommaren 1921 som var ett icke-ordinarie nyval för hela första kammaren. Valet 1921 räknades även som den första valkretsgruppens valår, och de nästföljande grupperna skulle hålla sina val från och med 1922 och framåt, i ordning efter grupperna (andra gruppen höll val det andra året, 1922; tredje gruppen höll val det tredje året, 1923, och så vidare).
Förstakammarvalet 1923 var det första valet till den kammaren som hölls efter kommunalvalet 1922. Under början av år 1923 hade Sverges socialdemokratiska vänsterparti, som bildats genom en utbrytning ur Socialdemokraterna, återgått till moderpartiet. Under 1923 splittrades även Liberala samlingspartiet i två delar: Majoriteten som förespråkade ett spritförbud kvarstod i Frisinnade landsföreningen men bildade riksdagspartiet Frisinnade folkpartiet, medan minoriteten som var emot förbudet bildade Sveriges liberala parti. Liberala partiets riksdagsparti (Liberala riksdagspartiet) bildades vid öppnandet av riksdagen 1924 den 10 januari 1924. 

## Valresultat
| Parti                | Parti                                     | Partiledare                | Röster | Röster | Mandatfördelning | Mandatfördelning |
| Parti                | Parti                                     | Partiledare                | Antal  | +−     | Antal            | +−               |
| -------------------- | ----------------------------------------- | -------------------------- | ------ | ------ | ---------------- | ---------------- |
|                      | Sveriges socialdemokratiska arbetareparti | Hjalmar Branting           | 70     | ▲4     | 8                | ▬                |
|                      | Allmänna valmansförbundet                 | Arvid Lindman              | 51     | ▲24    | 6                | ▲3               |
|                      | Frisinnade landsföreningen                | Carl Gustaf Ekman          | 30     | ▼19    | 2                | ▼4               |
|                      | Sveriges liberala parti                   | Eliel Löfgren              | 30     | ▼19    | 2                | Ny               |
|                      | Bondeförbundet                            | Johan Andersson i Raklösen | 13     | ▼5     | 1                | ▼1               |
|                      | Sveriges kommunistiska parti              | Karl Kilbom                | 2      | ▬      | 0                | ▬                |
| Antal giltiga röster | Antal giltiga röster                      | Antal giltiga röster       | 166    | ▲4     | 19               | ▬                |

- Av 166 valmän deltog samtliga i valet.
- I båda valkretsarna röstade de liberala och de frisinnade tillsammans under partibeteckningen De frisinnade. I Södermanlands läns och Västmanlands läns valkrets röstade en socialdemokrat på den partibeteckningen istället för den socialdemokratiska partibeteckningen.
- De två kommunistiska valmännen, som båda fanns i Södermanlands läns och Västmanlands läns valkrets, röstade tillsammans med 40 av 41 socialdemokrater på partibeteckningen Socialdemokraterna och socialdemokratiska kandidater.
- De två invalda ledamöterna tillhörande liberala riksdagspartiet hade tidigare suttit på samma mandat för liberala samlingspartiet.
- 1 av de invalda frisinnade betecknade sig som en vilde i riksdagen.

### Invalda riksdagsmän
Södermanlands läns och Västmanlands läns valkrets:
- Carl Svensson, s
- Gustaf Sederholm, n
- Torsten Nothin, s
- Bo von Stockenström, frisinnad vilde (invald på ett mandat tillhörande Frisinnade folkpartiet)
- Assar Åkerman, s
- John Karlsson, n
- Alexis Björkman, s
- Anders Johan Bärg, s
- Gustaf Kobb, lib

Blekinge läns och Kristianstads läns valkrets:
- Johan Nilsson i Skottlandshus, n
- Gustaf Nilsson, s
- Axel Hansson Wachtmeister, n
- Bror Petrén, lib
- Theodor Östergren, s
- Adolf Dahl, n
- Jeppe Clemedtson, n
- William Linder, s
- Alexander Nilsson, bf
- Elof Andersson, fris